# Lijepa naša domovino
Lijepa naša domovino (croat: [ljêːpa nâʃa domǒʋiːno], "La nostra bella pàtria") és l'himne nacional de Croàcia. Sovint es coneix simplement com Lijepa naša ("La nostra bella") a Croàcia, i és una frase molt utilitzada com a metònim del país.

## Història
La lletra original va ser escrita per Antun Mihanović i publicada per primera vegada sota el títol Horvatska domovina (pàtria croata) el 1835. El 1846, Josip Runjanin (1821–1878) en va compondre la música. El director de banda de l'exèrcit de Runjanin, Josip Wendl, va adaptar la seva música per a una orquestra de metalls militar. La forma original de la melodia és desconeguda perquè l'original no s'ha pogut recupera.

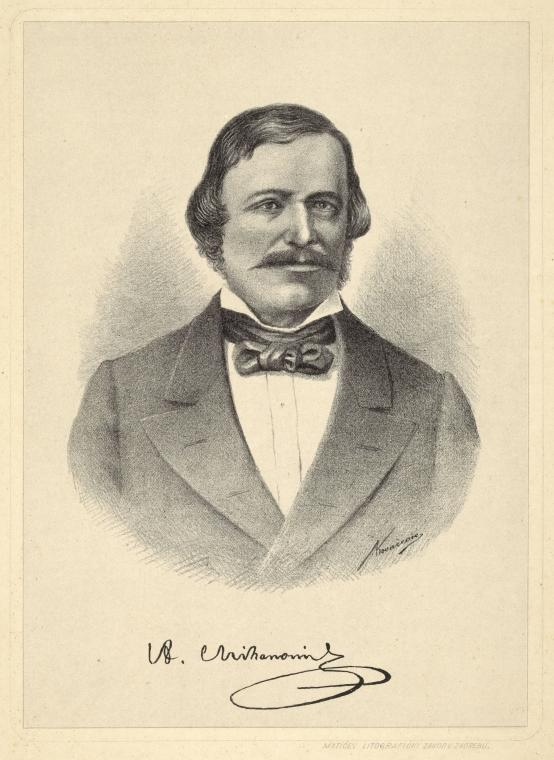
L'autor de la lletra, Antun Mihanović.

Vatroslav Lichtenegger, professor i organista de la catedral de Zagreb, va compondre i harmonitzar la cançó per a un cor d'homes el 1861, i va començar a interpretar-se com a himne ètnic del poble croat. Des d'aleshores se li ha aplicat el títol de Lijepa naša. El text original té 14 versos; des de llavors, s'han fet alguns petits ajustaments a la lletra.
La cançó no va ser adoptada immediatament pel Parlament croat com a himne nacional. El 1907, l'Associació de Clubs de Cant de Croàcia va demanar al parlament que ho fes, però no va rebre resposta, tot i que la cançó es va utilitzar com a himne estatal a títol no oficial en cerimònies, inclosa la sessió del parlament del 29 d'octubre de 1918 quan Croàcia va dissoldre formalment els seus llaços amb l'Imperi Austrohongarès.
Entre 1918 i 1941, segments de l'himne nacional croat formaven part de l'himne nacional del Regne de Iugoslàvia i era un himne no oficial dels croats. Durant la Segona Guerra Mundial, a l'Estat Independent de Croàcia el va utilitzar com a himne estatal, encara que amb algunes modificacions a la lletra, i els partisans croats també el van utilitzar, per exemple durant les sessions de ZAVNOH (Consell Estatal Antifeixista per a l'Alliberament Nacional de Croàcia).

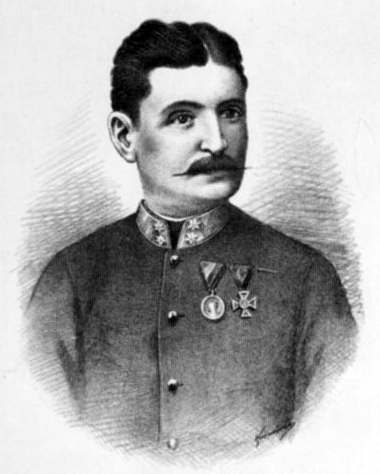
El compositor, Josip Runjanin.

La cançó es va convertir oficialment en l'himne de Croàcia a través de les esmenes de la Constitució de Croàcia adoptades pel parlament de la República Socialista de Croàcia el 29 de febrer de 1972. Va ser confirmada per les constitucions del 1974 i el 1990, quan la seva lletra es va tornar a modificar lleugerament.

## Lletra
Com a norma general, només s'interpreta la primera estrofa:
| Alfabeto latino | Alfabeto griego | Transcripción AFI |
| --- | --- | --- |
| Lijepa naša domovino, Oj, junačka zemljo mila, Stare slave djedovino, Da bi vazda sretna bila! Mila kano si nam slavna, Mila si nam ti jedina, Mila kuda si nam ravna, Mila kuda si planina! Teci, Dravo, Savo, teci, Nit' ti, Dunav, silu gubi, Sinje more, svijetu reci Da svoj narod Hrvat ljubi Dok mu njive sunce grije, Dok mu hrašće bura vije, Dok mu mrtve grobak krije, Dok mu živo srce bije! | Λιέπα να̏σ̌α δομὸβινο, Οι, ϳοὺνᾱτσ̌κᾱ ζεμλϳο̄ μὶλα, Στα̑ρε σλα̏βε̄ δϳε̏δοβινο, Δα̏ μπι βα̏ζδα σρὲτνα μπίλα! Μὶλα κα̑νο σι να̏μ σλαυ̑να, Μὶλα σι να̏μ τι̏ ϳὲδῑνᾱ, Μὶλα κοὺδα σο να̏μ ραύνα, Μὶλα κοὺδα σι πλανὶνα! Τὲτσι, Δρα̑βο, Σα̑βο, τὲτσι, Νιτ´ τι̏, Δοὺναυ, σι̏λου γοὺμπῑ, Σι̑νϳε̄ μο̑ρε, σβιε̑του ρε̏τσι Δα σβο̑ι νάροδ Χυρ̀βᾱτ λϳου̑μπῑ. Δο̏κ μου νϳι̏βε σου̑ντσε γρι̏ε̄, Δο̏κ μου χρα̏σ̌τϳε μπου̏ρα βι̏ε̄, Δο̏κ μου μυρ̀τβε γρο̏μπακ κρι̏ε̄, Δο̏κ μου ζ̌ίβο συρ̏τσε μπι̏ε! | [ljě̞ː.pa̠ nâ̠.ʃ̺a̠ d̪o̞.mǒ̞.ʋ̝i.no̞ ǀ] [o̞j jǔ.na̠ːt̺͡ʃ̺.ka̠ː z̪ê̞m.ʎ̟o̞ː mǐ.ɫa̠ ǀ] [s̪t̪â̠ː.re̞ s̪ɫâ̠.ʋ̝e̞ː d̪jê̞.d̪o̞.ʋ̝i.no̞ ǀ] [d̪â̠ bi ʋ̝â̠z̪.d̪a̠ s̪rě̞t̪.na̠ bǐː.ɫa̠ ǁ] [mǐ.ɫa̠ kâ̠ː.no̞ s̪i nâ̠m s̪ɫâ̠ːʋ̝.na̠ ǀ] [mǐ.ɫa̠ s̪i nâ̠m t̪î jě̞.d̪iː.na̠ː ǀ] [mǐ.ɫa̠ kǔ.d̪a̠ː s̪i nâ̠m rǎ̠ːʋ̝.na̠ ǀ] [mǐ.ɫa̠ kǔ.d̪a̠ː s̪i pɫa̠.nǐ.na̠ ǁ] [t̪ě̞.t̪͡s̪i d̪râ̠ː.ʋ̝o̞ s̪â̠ː.ʋ̝o̞ t̪ě̞.t̪͡s̪i ǀ] [nit̪ t̪î d̪ǔ.na̠ʋ̝ s̪î.ɫu gǔ.biː ǀ] [s̪îː.ɲ̟e̞ː mô̞ː.re̞ s̪ʋ̝jě̞ː.t̪u rê̞.t̪͡s̪i ǀ] [d̪a̠ s̪ʋ̝ô̞ːj nǎ̠ː.ro̞d̪ hř̩.ʋ̝a̠ːt̪ ʎ̟ûː.biː ǁ] [d̪ô̞k mu ɲ̟î.ʋ̝e̞ s̪ûːn̪.t̪͡s̪e̞ grî.je̞ː ǀ] [d̪ô̞k mu hr̩â̠ɕ.t͡ɕe̞ bû.ra̠ ʋ̝î.je̞ː ǀ] [d̪ô̞k mu mř̩t̪.ʋ̝e̞ grô̞.ba̠k krî.je̞ː ǀ] [d̪ô̞k mu ʒ̺ǐː.ʋ̝o̞ s̪r̩̂.t̪͡s̪e̞ bǐ.je̞ ǁ] |

### Traducció
Bella pàtria nostra,
heroica terra estimada,
bressol de velles glòries,
que siguis per sempre afortunada!
t'estimem per gloriosa,
és només a tu a qui volem.
Estimada, on hi ha la plana,
estimada, on hi ha les muntanyes.
Flueix el Drava, flueix el Sava,
ni tu, Danubi, perds la teva potència.
El mar blau explica al món
que els croats estimaran la seva nació
mentre el Sol escalfa els camps de cultiu,
mentre les tempestes assotin els seus roures,
mentre els sepulcres guardin els seus morts,

mentre hi hagi un cor viu que batega!
El poema publicat per primera vegada a la revista cultural Danica ilirska (núm. 10, editada per Ljudevit Gaj) l'any 1835 constava originàriament de catorze versos, però avui només els versos un, dos, tretze i catorze formen part del himne nacional.:
Lěpa naša domovino,
Oj junačka zemljo mila,
Stare slave dědovino,
Da bi vazda čestna bila!
Mila, kano si nam slavna,
Mila si nam ti jedina,
Mila, kuda si nam ravna,
Mila, kuda si planina!
Vedro nebo, vedro čelo,
Blaga persa, blage noći,
Toplo lěto, toplo dělo,
Bistre vode, bistre oči:
Vele gore, veli ljudi,
Rujna lica, rujna vina,
Silni gromi, silni udi; —
To je naša domovina!
Ženju serpi, mašu kose,
Děd se žuri, snope broji,
Škriplju vozi, brašno nose,
Snaša preduć málo doji:
Pase marha, rog se čuje,
Oj, oj zvenči, oj, u tmine,
K ognju star i mlad šetuje; —
Evo t’ naške domovine!
Luč iz mraka dalko sija,
Po veseloj livadici,
Pěsme glasno brěg odbija,
Ljubni poje k tamburici:
Kolo vode, živo kolo,
I na berdu, i v dolini,
Plešu mladji sve okolo; —
Mi smo, pobre, v domovini!
Magla, što li, Unu skriva?
Ni l’ to našiu jauk turobni?
Tko li moleć smert naziva?
Il’ slobodni, il’ su robni?
»Rat je, bratjo, rat junaci,
Pušku hvataj, sablju paši,
Sedlaj konjče, hajd pešjaci,
Slava budi, gdi su naši!«
Buči bura, magla projde, —
Puca zora, tmina běži, —
Tuga mine, radost dojde, —
Zdravo slobost, — dušman leži!
Veseli se, tužna mati,
Padoše ti verli sini,
Ko junaci, ko Horvati,
Ljaše kervcu domovini!
Teci, Sava hitra, teci
Nit’ ti Dunaj silu gubi,
Kud li šumiš, světu reci:
Da svog’ doma Horvat ljubi,
Dok mu njive sunce grije,
Dok mu hrastje bura vije,
Dok mu mertve grob sakrije,

Dok mu živo serdce bije!